# Corte Provincial de Justicia del Guayas
La Corte Provincial de Justicia del Guayas, o simplemente Corte Provincial del Guayas, es el órgano jurisdiccional con competencia de tribunal de apelación de la provincia del Guayas. Reemplazó a la antigua Corte Superior de Justicia de Guayaquil. Su sede se encuentra en el Palacio de Justicia de la ciudad de Guayaquil, en la Avenida Nueve de Octubre en intersección con la Avenida Quito.
Según la Constitución del Ecuador vigente, cada provincia posee una corte provincial de justicia. Los jueces de la Corte Provincial del Guayas integran varias salas especializadas, al igual que la Corte Nacional de Justicia. 
- Datos: Q48795915